# Krutjärnen
Krutjärnen är en sjö i Strömsunds kommun i Jämtland och ingår i Ångermanälvens huvudavrinningsområde. Sjön har en area på 0,0938 kvadratkilometer och ligger 697,1 meter över havet. Sjön avvattnas av vattendraget Storbäcken.

## Delavrinningsområde
Krutjärnen ingår i det delavrinningsområde (716864-142811) som SMHI kallar för Ovan 716911-142664. Medelhöjden är 736 meter över havet och ytan är 5,14 kvadratkilometer. Det finns inga avrinningsområden uppströms utan avrinningsområdet är högsta punkten. Storbäcken som avvattnar avrinningsområdet har biflödesordning 3, vilket innebär att vattnet flödar genom totalt 3 vattendrag innan det når havet efter 328 kilometer. Avrinningsområdet består mestadels av skog (40 procent) och kalfjäll (55 procent). Avrinningsområdet har 0,24 kvadratkilometer vattenytor vilket ger det en sjöprocent på 4,6 procent.